# Turi Géza
Turi Géza (Budapest, 1974. március 11. –) magyar labdarúgókapus, edző. Jelenleg Feröeren, a KÍ Klaksvík csapatában játszik.
Felnőtt pályafutását a Csepel SC csapatában kezdte. Azóta több magyar csapatnál megfordult. 2002-ben bajnoki címet nyert a Zalaegerszegi TE csapatával.
Fia, Turi Géza Dávid szintén labdarúgó, a Víkingur Gøta játékosa.

## Sikerei, díjai
Zalaegerszegi TE
- Magyar bajnok: 2001–02
- Magyar NBII Bajnok 2004-2005

 Víkingur Gøta
- Feröeri bajnok: 2016
- Feröeri kupa: 2009,2012,2013, 2014, 2015
- Feröeri szuperkupa: 2014, 2015, 2016
- Edzöként
- Feröeri bajnok:2019,2021,2022

### Külső hivatkozások
- Weltfussball.com[halott link] (angol)